# آلبرتو جولیانی
آلبرتو جولیانی (متولد ۲۵ دسامبر ۱۹۶۴) مربی والیبال اهل ایتالیا است.

## حرفه
وی کار مربیگری خود را در سری B در سان سورینو و لیبرتاس اوسیمو آغاز کرد و سپس توسط لورتو به عنوان مربی تیم‌های جوانان استخدام شد.